# Ronald Månsson
Hans Anders Ronald Månsson, född 23 september 1956 i Träne församling i Kristianstads län, är VD för ARMU AB. Han var tidigare en svensk militär.

## Biografi
Ronald Månsson avlade officersexamen vid Krigsskolan 1978 och kom att tjänstgöra som stridsvagnsofficer vid Skaraborgs regemente, där han 1986 befordrades till major. Han gick Högre stabskursen vid Militärhögskolan 1990–1992. Därefter tjänstgjorde han i Västra arméfördelningen och befordrades 1995 till överstelöjtnant. Senare tjänstgjorde han vid Skaraborgsbrigaden och blev 1999 överstelöjtnant med särskild tjänsteställning. Efter att ha varit ställföreträdande chef för Skaraborgsbrigaden befordrades han till överste som brigadchef vid Skaraborgs regemente 2001 och var därefter 2003–2005 chef för Arméavdelningen i Grundorganisationsledningen i Högkvarteret.
Ronald Månsson har tre gånger tjänstgjort i internationella insatser: i United Nations Protection Force i Bosnien 1995, i Svenska Kosovostyrkan i Kosovo 2006 och i Eufor DR Congo i Demokratiska republiken Kongo 2006.
Från 2007 till och med den 31 augusti 2012 var Månsson chef för Skaraborgs regemente. Under den tiden var han ordförande i Försvarsmaktsråd Skaraborg. Han var tjänsteförrättande chef för  Markstridsskolan från och med den 1 september 2012 till och med den 31 mars 2013.
Den 1 april 2013 utnämnde regeringen Månsson till chef för Försvarsmaktens säkerhetsinspektion (säkerhetsinspektör) till den 1 november 2017.
För sitt arbete med att skapa samverkan mellan Försvarsmakten, högskolan i Skövde och näringslivet erhöll han Näringslivsforums pris 2012.
Ronald Månsson är sedan 2017 delägare och verkställande direktör i konsultbolaget ARMU AB.